# Lappantyúalakúak
A lappantyúalakúak (Caprimulgiformes) a madarak osztályának egy rendje.

## Megjelenésük
Széles szájnyílásuk, kicsi és gyenge lábuk van. Repülésük csendes, a denevérekéhez hasonlatos. Tolluk a baglyokéhoz hasonló, színezete segíti a rejtőzködést.

## Életmódjuk
Éjszaka vagy szürkületkor aktív, többségükben rovarevő madarak.

## Rendszerezés
A rend az alábbi családokat foglalja magában.
- szuszókfélék (Steatornithidae) – 1 faj
- bagolyfecskefélék (Podargidae) – 12 faj
- álmosmadárfélék (Nyctibiidae) – 7 faj
- lappantyúfélék (Caprimulgidae) – 91 faj